# Circondario di Modena
Il circondario di Modena era uno dei circondari in cui era suddivisa l'omonima provincia.

## Storia
Il circondario di Modena, parte dell'omonima provincia, venne istituito nel 1859, in seguito ad un decreto dittatoriale di Carlo Farini che ridisegnava la suddivisione amministrativa dell'Emilia in previsione dell'annessione al Regno di Sardegna.
Nel 1895 il comune di Novi, già appartenente al circondario di Mirandola, venne assegnato al circondario di Modena.
Venne soppresso nel 1927 come tutti i circondari italiani.

## Geografia antropica

### Suddivisioni amministrative
Nel 1863, la composizione del circondario era la seguente:
- mandamento I di Carpi
  - comuni di Carpi; Soliera
- mandamento II di Formigine
  - comuni di Castelnuovo Rangone; Formigine
- mandamento III di Modena (Città)
  - comune di Modena (in parte)
- mandamento IV di Modena (Campagna)
  - comuni di Modena (in parte); Campogalliano; San Cesario sul Panaro
- mandamento V di Nonantola
  - comuni di Bastiglia; Bomporto; Nonantola; Ravarino
- mandamento VI di Sassuolo
  - comuni di Fiorano Modenese; Maranello; Sassuolo
- mandamento VII di Vignola
  - comuni di Castelvetro di Modena; Marano sul Panaro; Savignano sul Panaro; Spilamberto; Vignola